# تريفور جليسون
تريفور جليسون (بالإنجليزية: Trevor Gleeson)‏ مواليد 1968، هو مدرب كرة سلة أسترالي ولاعب سابق. يدرب برث وايلدكاتز في الدوري الأسترالي لكرة السلة.

## المسيرة الاحترافية
لعب مع بريزبن بولتز في الدوري الأسترالي من سنة 1997 إلى 2000، ثم لعب مع سول سامسونج ثندرز في موسم 2004–2005، ثم لعب مع جونجو كي سي سي إجيس في موسم 2005–2006، ثم لعب مع تاونسفيل كروكودايلز في الدوري الأسترالي من سنة 2006 إلى 2011، ثم لعب مع ملبورن يونايتد في موسم 2011–2012.